# Mount Oliver, Alberta
Mount Oliver är ett berg i Kanada.   Det ligger i provinsen Alberta, i den centrala delen av landet, 3 200 km väster om huvudstaden Ottawa. Toppen på Mount Oliver är 2 865 meter över havet.
Terrängen runt Mount Oliver är kuperad åt sydväst, men åt nordost är den bergig.Runt Mount Oliver är det mycket glesbefolkat, med 3 invånare per kvadratkilometer.. Det finns inga samhällen i närheten. 
Trakten runt Mount Oliver består i huvudsak av gräsmarker.